# Stef Clement
Stef Marie Michel Clement (ur. 24 września 1982 w Tilburgu) – holenderski kolarz szosowy, brązowy medalista mistrzostw świata, zawodnik profesjonalnej grupy Team LottoNL-Jumbo.

## Kariera
Największy sukces w karierze Stef Clement osiągnął w 2007 roku, kiedy zdobył brązowy medal w jeździe indywidualnej na czas na mistrzostwach świata w Stuttgarcie. W zawodach tych wyprzedzili go jedynie Szwajcar Fabian Cancellara oraz Węgier László Bodrogi. Był to jedyny medal wywalczony przez Clementa na międzynarodowej imprezie tej rangi. Wziął także udział w rozgrywanych rok później igrzyskach olimpijskich w Pekinie, gdzie był dziewiąty w indywidualnej jeździe na czas, a wyścigu ze startu wspólnego nie ukończył. Ponadto w 2009 roku wygrał etap w Critérium du Dauphiné Libéré. Czterokrotnie zdobywał tytuł mistrza Holandii.

## Najważniejsze zwycięstwa i sukcesy
2003
- 1. miejsce na 7. etapie Olympia’s Tour

2005
- 1. miejsce w Olympia’s Tour
- 1. miejsce na 1. etapie Vuelta a Mallorca

2006
- mistrz kraju w jeździe indywidualnej na czas
- 1. miejsce na 9. etapie Tour de l’Avenir

2007
- mistrz kraju w jeździe indywidualnej na czas
- brązowy medal mistrzostw świata w jeździe indywidualnej na czas

2008
- 1. miejsce w Chrono des Nations

2009
- mistrz kraju w jeździe indywidualnej na czas
- 1. miejsce na 8.etapie Critérium du Dauphiné Libéré

2011
- mistrz kraju w jeździe indywidualnej na czas
- 8. miejsce w USA Pro Cycling Challenge

2014
- 1. miejsce w klasyfikacji górskiej Volta a Catalunya
- 1. miejsce na 6.etapie